# Trosa
Trosa ist eine Stadt in der schwedischen Provinz Södermanlands län und der historischen Provinz Södermanland.
Die Stadt ist Hauptort der gleichnamigen Gemeinde und liegt an der Mündung des Flusses Trosaån in die Ostsee. Trosa wird auch als „Weltenende“ bezeichnet, wobei der Ursprung dieses Beinamens unklar ist.
Die Stadt war schon zu Beginn des 15. Jahrhunderts ein bedeutender Handelsplatz und bekam 1454 von König Karl VIII. die Stadtrechte verliehen. Aufgrund der postglazialen Landhebung entfernte sich das Meer immer weiter vom Stadtzentrum. Daraufhin wurde die Siedlung von ihrem ursprünglichen Platz bei der Landkirche von Trosa an die heutige Stelle verlegt. 1719 wurde Trosa von einer russischen Flotte niedergebrannt.

Trosa
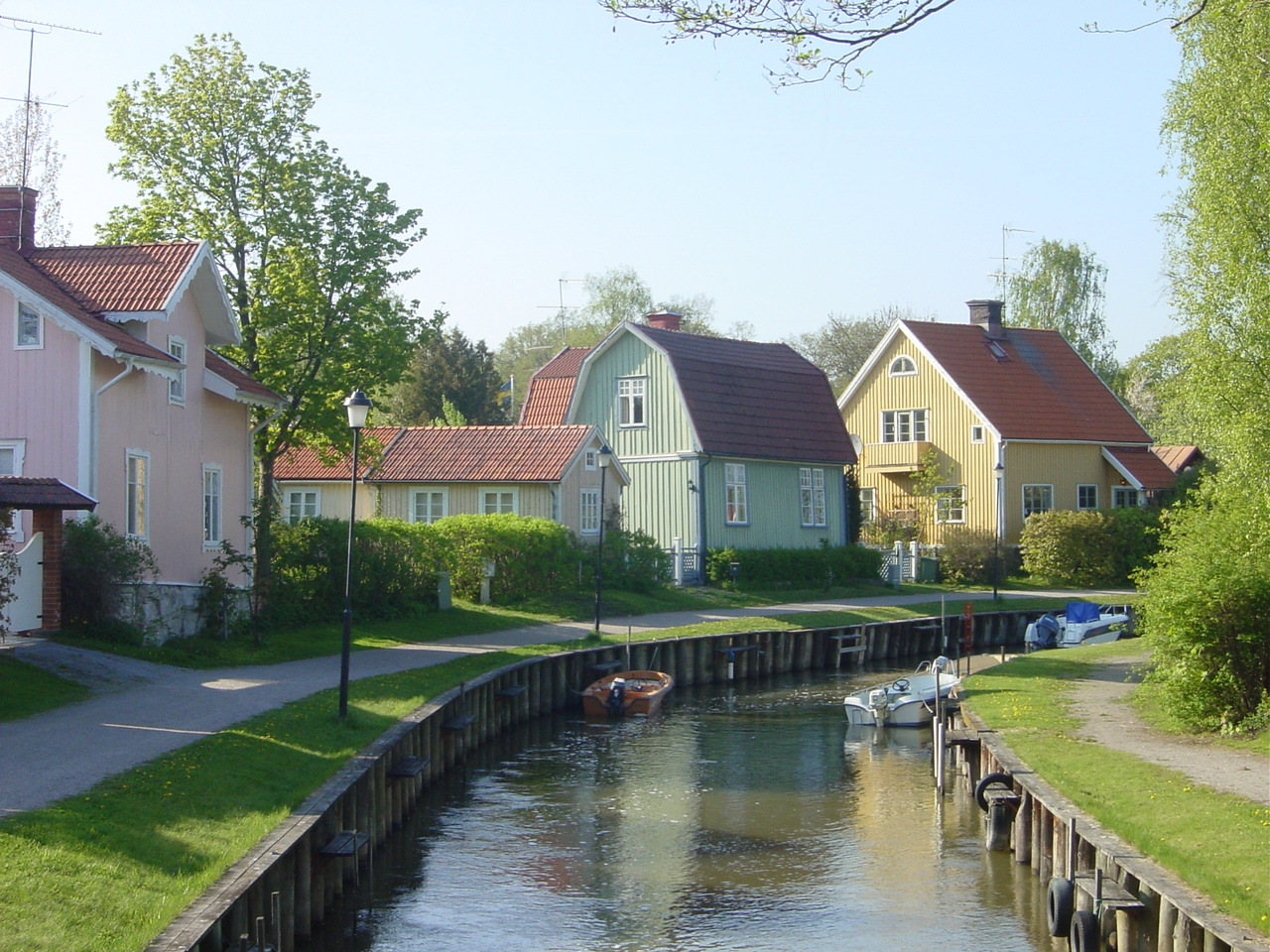
Trosaån
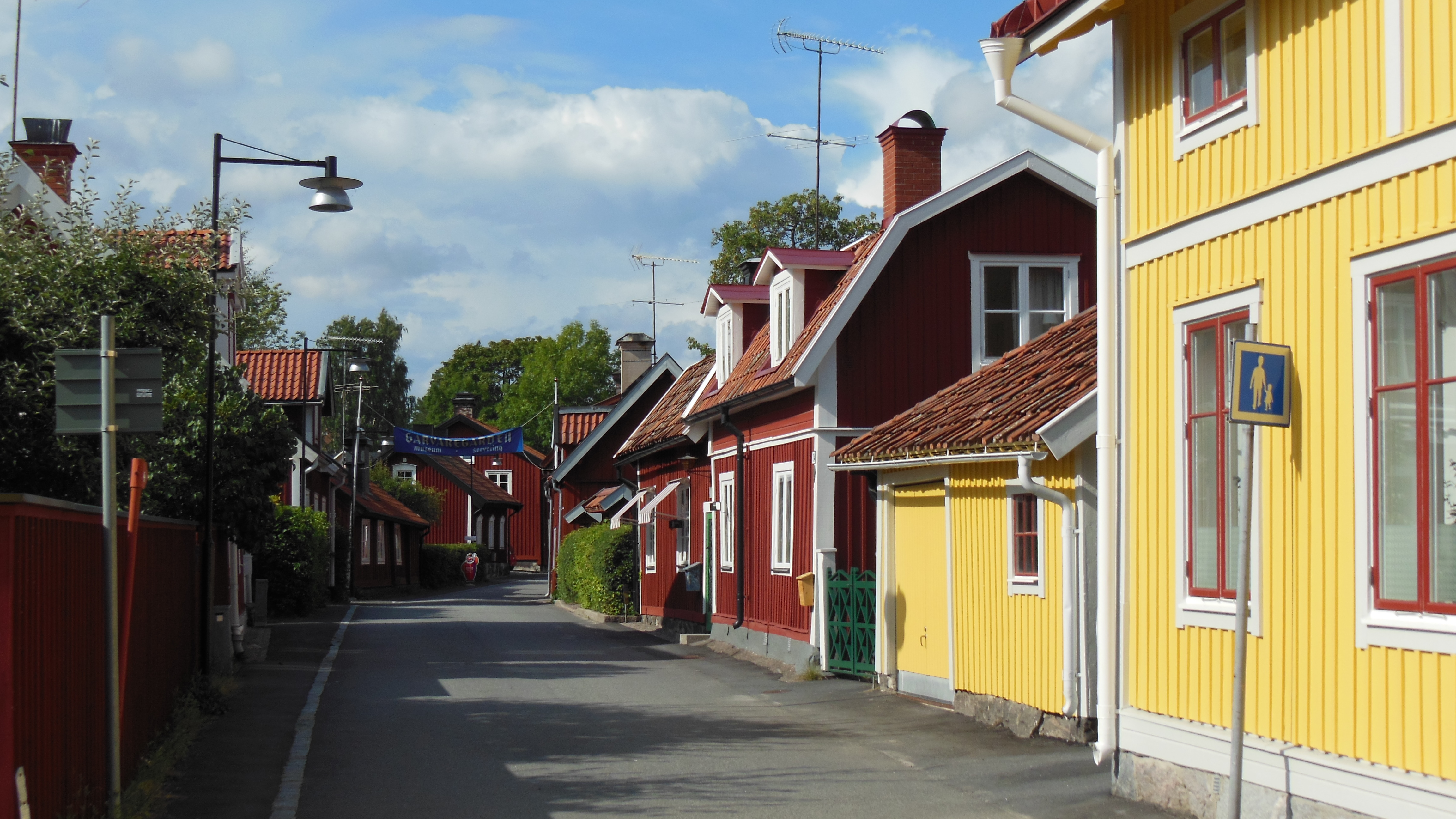
Holzhäuser der Altstadt
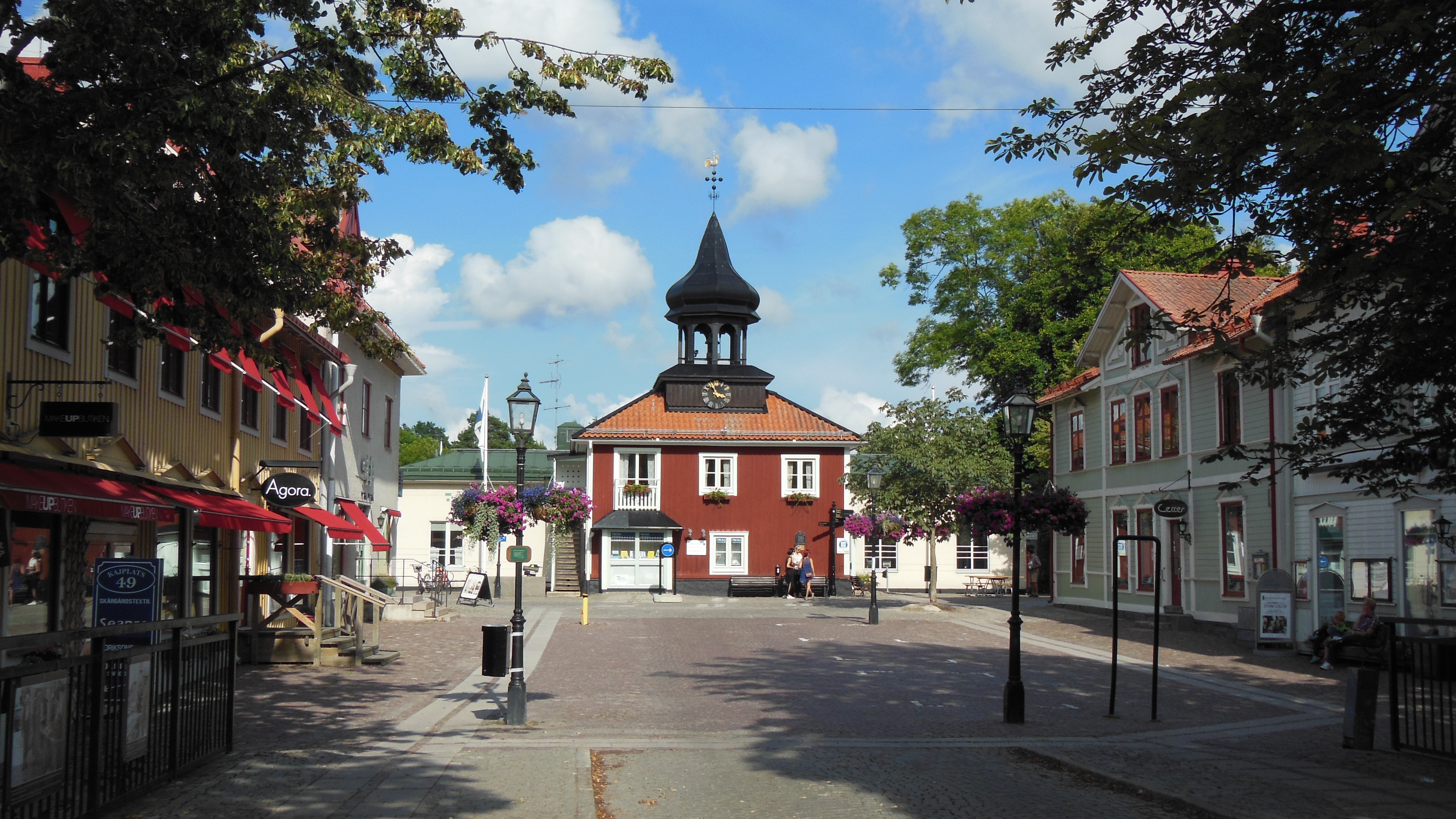
Das hölzerne Rathaus

Bis zum Ende des 19. Jahrhunderts war Trosa ein Zentrum der Fischerei. Danach wurde sie immer mehr als Sommerstadt und Badeort bekannt. Die neue Zeit wurde mit dem Bau eines Gesellschaftshauses manifestiert. Hier versammelten sich die Sommergäste und veranstalteten Feste und Maskenbälle. Auch heute ist Trosa aufgrund der flachen Holzhäuser und der Flusspromenade ein beliebtes Ziel für Touristen und im Sommer gibt es ein massenhaftes Auftreten von kleinen Booten im Schärengarten, der der Stadt vorgelagert ist. Das auf Luftfilter spezialisierte Unternehmen Camfil Farr wurde 1963 in Trosa gegründet.
Die durch den Göta-Kanal von Göteborg nach Stockholm fahrenden Schiffe Diana und Juno legen in Trosa an.
Trosa hat im Laufe der Jahre viele Künstler und Verfasser angezogen. Der Maler Reinhold Ljunggren verbrachte etwa 30 Jahre im Ort und auch der Autor Sven Delblanc sowie der Romantiker Erik Sjöberg, der vielen nur unter seinem Pseudonym „Vitalis“ bekannt ist, lebten längere Zeit hier.